# ألان سميث (لاعب كريكت)
ألان سميث (25 أكتوبر 1936 في المملكة المتحدة - ) (بالإنجليزية: Alan Smith)‏ هو لاعب كريكت بريطاني. شارك مع منتخب إنجلترا للكريكت.

## وصلات خارجية
- ألان سميث على موقع إي آس بي آن كريك إنفو (الإنجليزية)